# Anselma Cardozo
Anselma Cardozo, coniugata Velázquez (... – 6 maggio 2024), è stata una cestista paraguaiana.
Era la moglie di Aparicio Velázquez.

## Carriera
Con il Paraguay disputò i Campionati mondiali del 1957 e vinse la medaglia d'oro ai Campionati sudamericani del 1952.